# Piotr Kakhovski
Piotr Grigorievitch Kakhovski (en russe : Пётр Григорьевич Каховский, 1797 - 13 juillet 1826 (25 juillet dans le calendrier grégorien)), est un officier russe, participant de l’insurrection décabriste.

## Biographie
Piotr Kakhovski est né dans le Gouvernement de Smolensk. Ses parents sont issus de la noblesse mais pauvres. Piotr hérite de 250 serfs mais à sa mort son frère n'en trouve que dix-sept. Les autres ont été vendus, se sont enfuis ou sont morts. 
Il étudie à l’université de Moscou puis en mars 1816 entre dans la Garde russe comme Junker (Юнкер). En décembre, il est dégradé comme simple soldat par Constantin Pavlovitch de Russie pour comportement grossier chez Mme Vangersgeim, dette et paresse.
Il est envoyé faire la guerre au Caucase avec le 7e régiment de la garde. Il y eut une carrière rapide : en novembre 1817 il est Junker et en 1819 poroutchik (en). Il se retire de l'armée en 1821 pour raison de santé. En 1823 il se fait soigner successivement à Dresde, Paris, en Suisse, en Italie et en Autriche. Il revient à Saint-Pétersbourg en 1824.
À cette époque il se passionne pour l'histoire de Rome, spécialement sur le meurtre de César par Brutus et avoue qu'il cherche un destin semblable. Cette décision pourrait avoir été motivée par le rejet de sa demande de mariage par S.M. Saltykova.[réf. nécessaire]
Kakhovski devient un membre actif de la « Société du Nord » et l'assistant de Kondrati Ryleïev. Il recrute des décembristes parmi les régiments de grenadiers. À la réunion de la Société du Nord du 13 décembre 1825, il est chargé de tuer l'empereur Nicolas Ier et la famille impériale dans le Palais d'Hiver. Cependant, il décide que tuer est contre sa religion. Il se rend donc à la place du Sénat avec les autres décabristes. Il tue un des héros des guerres napoléoniennes et gouverneur de Saint-Pétersbourg, le général Mikhaïl Andreïevitch Miloradovitch, qui tentait de raisonner les décabristes et d'éviter un bain de sang. Kakhovski tue également le colonel du régiment de grenadiers, Sturler, qui tentait de persuader ses hommes de ne pas participer au soulèvement, et en blesse l'officier Gastfer.
Kakhovski est arrêté à son appartement le 15 décembre. Il est l'un des cinq décabristes à avoir été condamnés à mort. Pendu le 25 juillet 1826 à la forteresse Pierre-et-Paul, il est enterré dans un endroit tenu secret sur l'île des Décabristes à Saint-Pétersbourg.